# 北美鯰科
北美鯰科是輻鰭魚綱鯰形目的一個科。

## 分類
北美鯰科下分7個屬，如下：

### 鮰屬（Ameiurus）
- 棕鮰（Ameiurus brunneus）
- 犀目鮰（Ameiurus catus）
- 黑鮰（Ameiurus melas）
- 黃鮰（Ameiurus natalis）
- 雲斑鮰（Ameiurus nebulosus）
- 平頭鮰（Ameiurus platycephalus）
- 鋸棘鮰（Ameiurus serracanthus）

### 真鮰属（Ictalurus）
- 澳洲真鮰（Ictalurus australis）
- 墨西哥鮰（Ictalurus balsanus）
- 達氏鮰（Ictalurus dugesii）
- 蓝鲶鱼（Ictalurus furcatus）：又稱長鰭叉尾鮰、長鰭真鮰。
- 狼真鮰（Ictalurus lupus）
- 南方真鮰（Ictalurus meridionalis）
- 墨西哥真鮰（Ictalurus mexicanus）
- 查帕拉真鮰（Ictalurus ochoterenai）
- 普氏真鮰（Ictalurus pricei）
- 钳鱼（Ictalurus punctatus）：又稱斑點叉尾鮰、斑真鮰。
- †Ictalurus echinatus
- †Ictalurus lambda
- †Ictalurus rhaeas
- †Ictalurus spodius

### 石鮰屬（Noturus）
- 白石鮰（Noturus albater）
- 貝氏石鮰（Noturus baileyi）
- 阿特金斯石鮰（Noturus crypticus）
- 美石鮰（Noturus elegans）
- 山石鮰（Noturus eleutherus）
- 細石鮰（Noturus exilis）
- 魨形石鮰（Noturus fasciatus）
- 格紋石鮰（Noturus flavater）
- 黃鰭石鮰（Noturus flavipinnis）
- 黃石鮰（Noturus flavus）
- 黑石鮰（Noturus funebris）
- 卡羅利納石鮰（Noturus furiosus）
- 吉氏石鮰（Noturus gilberti）
- 騅石鮰（Noturus gladiator）
- 蝌蚪石鮰（Noturus gyrinus）
- 希氏石鮰（Noturus hildebrandi）
- 鑲邊石鮰（Noturus insignis）
- 萊氏石鮰（Noturus lachneri）
- 小刺石鮰（Noturus leptacanthus）
- 黑河石鮰（Noturus maydeni）
- 斑紋石鮰（Noturus miurus）
- 小石鮰（Noturus munitus）
- 夜石鮰（Noturus nocturnus）
- 暗色石鮰（Noturus phaeus）
- 柔石鮰（Noturus placidus）
- 斯氏石鮰（Noturus stanauli）
- 密點石鮰（Noturus stigmosus）
- 泰氏石鮰（Noturus taylori）
- 特氏石鮰（Noturus trautmani）

### 盲鮰屬（Prietella）
- 倫氏盲鮰（Prietella lundbergi）
- 盲鮰（Prietella phreatophila）

### 鏟鮰屬（Pylodictis）
- 鏟鮰（Pylodictis olivaris）

### 撒但鮰屬（Satan）
- 寬口撒但鮰（Satan eurystomus）

### 洞鮰屬（Trogloglanis）
- 洞鮰（Trogloglanis pattersoni）